# Lac Kaatikamekoskak
Lac Kaatikamekoskak är en sjö i Kanada.   Den ligger i regionen Mauricie och provinsen Québec, i den östra delen av landet, 400 km norr om huvudstaden Ottawa. Lac Kaatikamekoskak ligger 428 meter över havet. Arean är 0,11 kvadratkilometer. Den ligger vid sjön Lac Perrier. Den sträcker sig 0,6 kilometer i nord-sydlig riktning, och 0,5 kilometer i öst-västlig riktning.
I omgivningarna runt Lac Kaatikamekoskak växer i huvudsak blandskog. Trakten runt Lac Kaatikamekoskak är nära nog obefolkad, med mindre än två invånare per kvadratkilometer.